# 미코노미
미코노미(영어: Meconomy)는 개인이 정보의 제작, 가공 및 유통을 전담하는 프로슈머로서의 역량이 강화됨에 따라, 생겨난 경제 현상이다.

## 어원
내(Me)가 주체가 되는 다양한 경제 활동(Economy)을 뜻하는 합성어이다. 미코노미라는 단어는 제레미 리프킨이 자신의 저서인 《소유의 종말》 (The Age of Access)에서 처음 언급되었다.

## 개념
미코노미는 모바일 등 뉴 미디어 플랫폼, 그리고 초고속 인터넷 등 네트워크 환경의 발달로, 개인이 정보의 제작, 가공 및 유통을 전담하는 프로슈머(Prosumer)로서의 역량이 강화됨에 따라, 생겨난 경제 현상이다. 미코노미의 시점은 개인인 "나"이기 때문에, 국가 및 세계경제 등과 같은 거시적인 경제가 아닌 소규모 단위의 경제를 지향한다.
과거에는 웹이 특수한 극소수의 사람들 간의 커뮤니케이션으로 한정되었지만, 초고속 인터넷 망의 발달로 진입장벽이 낮아지면서, 누구나 정보의 생산 및 유통을 할 수 있는 여건이 마련되었다. 이러한 변화로 인해 과거 수동적인 소비자 층이었던 사람들이 능동적인 공급가의 위치에 서게 되었고, 소규모로 다양한 분야에서 비지니스 모델을 개발하고 기존과는 다른 새로운 경제를 이루게 되었다.

## 참고 문헌
- The Age of Access - 제레미 리프킨, 2001년
- 《미코노미》 - 김태우[1], 한빛미디어

## 같이 보기
- 웹 2.0